# Derovatellus nyanzae
Derovatellus nyanzae är en skalbaggsart som beskrevs av Olof Biström 1980. Derovatellus nyanzae ingår i släktet Derovatellus och familjen dykare. Inga underarter finns listade i Catalogue of Life.